# 国立国際教育院
国立国際教育院（英: National Institute for International Education、略称：国教院、NIIED）は大韓民国教育部の所属機関である。2008年7月3日に発足し、所在地は京畿道城南市盆唐区。院長には高級公務員ランクに属する任期制公務員が任命される。

## 所管業務
- 在外国民の教育支援
- 国際教育交流協力
- 外国語、在外国民・国際教育担当教員の研修
- 国費留学サポート
- 外国人留学生の招待・誘致・支援
- 韓国語能力試験の運営
- 外国語学校教育支援
- 特殊外国語教育に関する事項

## 沿革
- 1970年06月23日：ソウル大学の在外国民教育研究所設置
- 1977年03月01日：在外国民教育院に改編
- 1992年03月28日：教育部所属国際教育振興院に改編
- 2001年01月01日：責任運営機関指定
- 2001年01月29日：教育人的資源部所属に変更
- 2008年02月29日：教育科学技術部所属に変更
- 2008年07月03日：国立国際教育院に改編
- 2013年03月23日：教育部所属に変更

## 組織
- 院長
  - 企画調整部
  - グローバル人材育成部
  - 国際交流協力部